# Lecanora austrotropica
Lecanora austrotropica är en lavart som beskrevs av Helge Thorsten Lumbsch. 
Lecanora austrotropica ingår i släktet Lecanora och familjen Lecanoraceae. Inga underarter finns listade i Catalogue of Life.